# Aubignan
Aubignan település Franciaországban, Vaucluse megyében. Lakosainak száma 5962 fő (2022. január 1.). Aubignan Beaumes-de-Venise, Saint-Hippolyte-le-Graveyron, Carpentras, Loriol-du-Comtat és Sarrians községekkel határos.

## Népesség
A település népességének változása:
| Lakosok száma | 5324 | 5533 | 5662 | 5661 | 5719 | 5778 | 5825 | 5894 | 5962 |
|               | 2013 | 2015 | 2016 | 2017 | 2018 | 2019 | 2020 | 2021 | 2022 |